# Пёти, Жан-Пьер
Жан-Пьер Пёти́ (фр. Jean-Pierre Petit; род. 5 апреля 1937) — французский учёный, специализирующийся в области механики жидкости, физики плазмы, магнитной гидродинамики, космологии и теоретической физики; рисовальщик. Популяризатор науки в различных областях, от физики до информатики: создатель жанра научных комиксов и автор серии «Приключений Ансельма Лантюрлю» (с 1980). Уфолог, распространитель (с 1990) идеи присутствия внеземных цивилизаций на Земле, — по собственному опыту контакта с экспедиционерами планеты Уммо, письма которых, полученные им в 1992—1993 годах, выложены на его сайте. Русофил и антимилитарист. Президент марсельской ассоциации «Savoir sans Frontières» (Знания без границ; с 2005).

## Биография
Выпускник парижского лицея Кондорсе, затем Высшего института аэронавтики и космонавтики (1961).
Профессиональная карьера включала научные исследования во Франции в областях: физика плазмы; информатика (руководил центром информатики, создавал программы); механика жидкостей; теоретическая астрофизика и многое другое. Опубликовал сотни статей в научных журналах различных направлений, а также около тридцати работ, переведённых на другие языки.
В 2005 году вместе со своим другом Жилем д’Агостини (Gilles d’Agostini) создал ассоциацию «Savoir sans Frontières», которая поставила своей целью распространять научно-технические знания бесплатно и по всему миру посредством собственных иллюстрированных книг (510 комиксов на 40 языках в свободном доступе).

## Издания

### Книги
- 1984 — «Первый контакт с IT» / L’Informatique premier contact, Paris, CEDIC/Nathan, 1984 (ISBN 2712406087)
- 1984 — «Pangraphe: трехмерные рисунки, основные программы для Apple II» / Pangraphe : dessins en trois dimensions, programmes en basic pour Apple II, Lagny-sur-Marne, Ed. du P.S.I, 1984 (ISBN 286595157X)
- 1990 — «Исследования НЛО: путешествие к передовым рубежам науки» / Enquête sur les OVNI : voyage aux frontières de la science, Paris, A. Michel, 1990 (ISBN 2226041206)
- 1991 — «Исследования инопланетян, которые уже среди нас: тайна уммитов» / Enquête sur des extra-terrestres qui sont déjà parmi nous : le mystère des Ummites, Paris, Albin Michel, 1991 (ISBN 2226055150); 2-е изд. 1993 (ISBN 2277234389)
- 1991 — «Тайна уммитов: наука с другой планеты» / Le mystère des Ummites : une science venue d’une autre planète, Paris, A. Michel, 1995 (ISBN 2226078452)
- 1995 — «Дети дьявола: война, которую готовят нам учёные» / Les Enfants du diable : la guerre que nous préparent les scientifiques, Paris, A. Michel, 1995 (ISBN 2226076328)
- 2001 — «Потеряли половину вселенной» / On a perdu la moitié de l’univers, Paris, Albin Michel, 1997 (ISBN 2226093931); 2-е изд. 2001 (ISBN 2012789358)
- 2003 — «НЛО и американское секретное оружие: необычайное свидетельство учёного» / Ovnis et armes secrètes américaines : l’extraordinaire témoignage d’un scientifique, Paris, Albin Michel, 2003 (ISBN 2226136169); 2-е изд. 2005 (ISBN 2253114944)
- 2004 — «Год контакта: строят ли другие разумы Вселенную» / L’année du contact : d’autres intelligences sont-elles à l'œuvre dans l’Univers, Paris, Albin Michel, 2004 (ISBN 2226151362)
- 2008 — «НЛО и наука: авантюристы от науки» / Ovnis et science : les aventuriers de la recherche, Paris (83 Av. d’Italie, 75013), UFO-science, 2008 (ISBN 9782953269604).
- 2009 — «Сообщение НЛО» / OVNI le message, 2009 (ISBN 978-2-918564-00-3)
- 2010 — «НЛО и наука: что открыли учёные» / OVNI et science : ce qu’ont découvert les scientifiques, UFO-SCIENCE, 2010 (ISBN 978-2-918564-02-7)
- 2017 — «НЛО, необычайное открытие» / OVNI, l’extraordinaire découverte, Paris, Guy Trédaniel, 2017 (ISBN 978-2-8132-1390-7; совместно с Жан-Клодом Бурре[фр.])
- 2018 — «Космические контакты: насколько далеко?» / Contacts cosmiques : jusqu’où peut-on penser trop loin ?, Paris, Guy Trédaniel, 2018; совместно с Жан-Клодом Бурре)

### Комиксы
- с 1980 — «Приключения Ансельма Лантурлу» / Les aventures d’Anselme Lanturlu. — Научно-популярная серия комиксов по различным предметам (относительность, космология, МГД, топология, геометрия и т. д.), переведена на 39 языков.
- «Путешествие максифлона» / Le voyage du maxiflon, журнал Spirou, 1969.
- «Секрет водоворота Мальстрём» / Le Secret du Maelström, журнал Spirou, 1971.
- «Стена молчания» / Le mur du silence, 1983.
- «Страсть к вертикали» / La passion verticale, Eurocopter, 2007.
- Иллюстрации Ж. П. Пёти для книги Жан-Пьера Леви «Библия в комиксах: версия без цензуры» / Jean-Pierre Lévy, La Bible en bande dessinée : version non censurée, Éd. Tatamis, 2011 (ISBN 978-2917617175)
- «Янтарь и стекло — история электричества» / L’Ambre et le Verre — histoire de l'électricité, 2010